# Елизаветовка (Унгенский район)
Елизаветовка (рум. Elizavetovca) — село в Унгенском районе Молдавии. Наряду с сёлами Загаранча и Семены входит в состав коммуны Загаранча.

## География
Село расположено на высоте 72 метров над уровнем моря.

## Население
По данным переписи населения 2004 года, в селе Елизаветовка проживает 269 человек (138 мужчин, 131 женщина).
Этнический состав села:
| Национальность | Число жителей | Процентный состав |
| -------------- | ------------- | ----------------- |
| молдаване      | 257           | 95.54             |
| украинцы       | 6             | 2.23              |
| русские        | 5             | 1.86              |
| румыны         | 1             | 0.37              |
| Всего          | 269           | 100%              |